# RQ-16 T-ホーク
ハネウェル RQ-16 T-ホーク
RQ-16 T-Hawk
- 用途：無人航空機 (UAV)
- 分類：監視機
- 製造者：ハネウェル社
- 運用者

  -  アメリカ合衆国（海軍、陸軍:XM156）
  -  イギリス（RQ-16A T-Hawk）

ハネウェル RQ-16 T-ホーク（英語: Honeywell RQ-16 T-Hawk）は、ハネウェル社が開発したダクテッドファンを搭載した垂直離着陸方式の小型無人機。「T-Hawk」とはオオベッコウバチの英語名である（Tarantula hawk/タランチュラ・ホーク）の意。通信機器などのバックパックを背負った兵士一名で運用される。

## 概要
国防高等研究計画局のマイクロ・エア・ビークル（MAV）プログラムが計画され、2003年に4,000万ドルの技術実証の契約に基きハネウェル・ディフェンス アンド スペース・エレクトリック・システムズ社が開発した。このMAV計画はその後、アメリカ陸軍が進めているフューチャー・コンバット・システム（FCS）プログラムの要件を満たすとして陸軍へと移管された。2006年5月、ハネウェル社は性能拡張のための新MAVの開発に6,100万ドルの契約を授与されることとなった 。

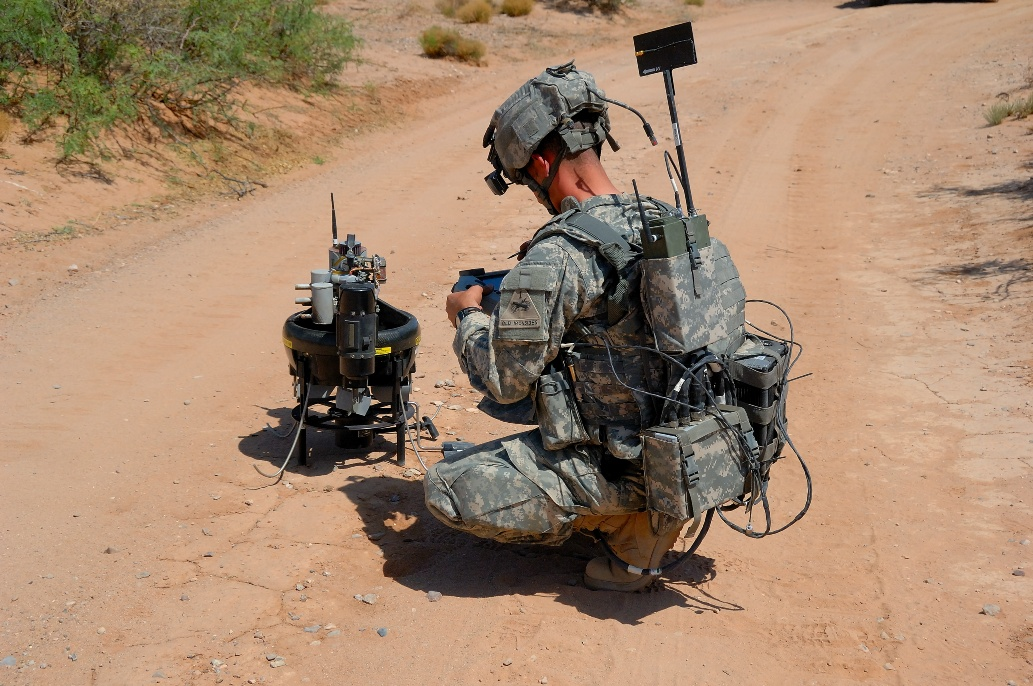
運用準備中のアメリカ陸軍兵士（XM156）

2007年にはアメリカ海軍からイラクで展開中の爆発物処理班のために20基のG-MAV（ガソリンエンジン仕様）7,500万ドルの契約を授与されている。配備されたRQ-16のホバリング機能を用いてコンボイを標的とした幹線道路に埋められた即席爆発装置の探知作業を車両通過前に行っている。利点として無人車両を用いた捜索、探知作業に比べ、速やかに広範囲の作業が可能なためである。
2008年1月にはその性能を認められ海軍からRQ-16A T-Hawk372基の受注を獲得している。
2009年1月にはイギリスから2基のRQ-16と1基の地上局を1セットとした5セットを受注し、2010年に配備済みである。
2010年、ハネウェルはインドに於いて対テロ戦や森林戦などの条件下を想定としたデモンストレーションを行い、採用に向けた試験を行っている。

## デザイン
ガソリンエンジンで駆動し総重量8.4kg。半径11kmの範囲を40分間飛行可能としており、内蔵された全地球測位システム（GPS）により正確な位置に静止が可能である。
最大速度は130kmであるが、ソフトウェアにより93km/hの速度制限が行われている他、垂直離陸時には風速28m以下での運用が条件として定められている。監視用の赤外線カメラを備えている。

## アメリカ陸軍での運用

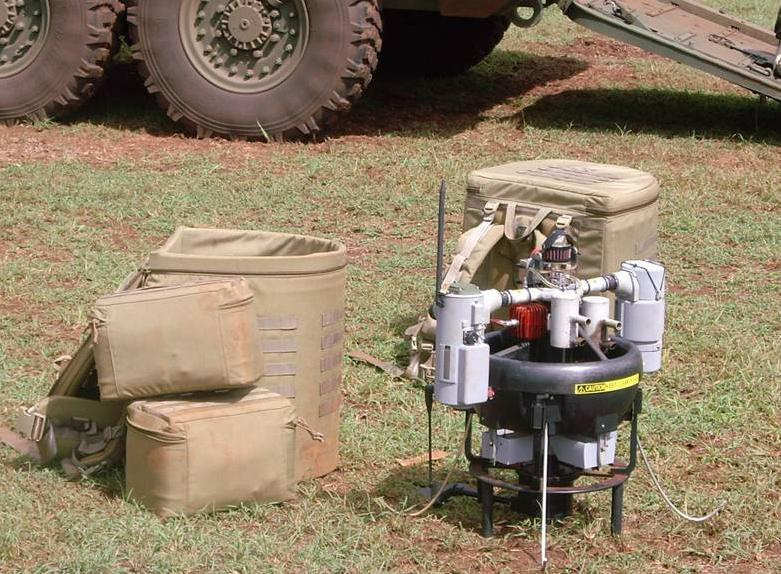
専用バックパック

偵察、監視、目標捕捉（RSTA）システムの他、レーザー照準器としても利用されXM156（又は Class I) の呼称でアメリカ陸軍にて運用されている。無人機とコントロールデバイスで構成され、その重量は23kg以下である。アメリカ陸軍で採用されているモールと呼ばれるバックパックをベースにした2つの専用モールに収納されて運ばれる。
旅団戦闘団で使用されており、その垂直離陸機能により入り組んだ市街地などでの移動ルート偵察や監視目的での使用を想定しており、クラス1型は自律飛行と航法装置を使用し、兵士との間で最新の標的情報をやり取りすることが可能である。

## 福島第一原発事故での運用
2011年に発生した福島第一原子力発電所事故においては、国産ロボットを投入できない事態を受け発生直後に急遽導入され、監視業務に利用された。なお6月24日、運用中に操縦不能に陥り、2号機屋上に不時着するトラブルを起こしている。

## 性能
- 乗員:0名
- 総重量（機体重量）:8.4kg （20 lb）
- 動力:水平対向2気筒ピストンエンジン3W-56 56cc×1基
- 出力:4hp (3kW)×1基

能力
- 最高速度:130km/h （81mph）
- 滞空可能時間:40分
- 上昇限度（サービスシーリング）:3,200m （10,500ft）